# Chayahué

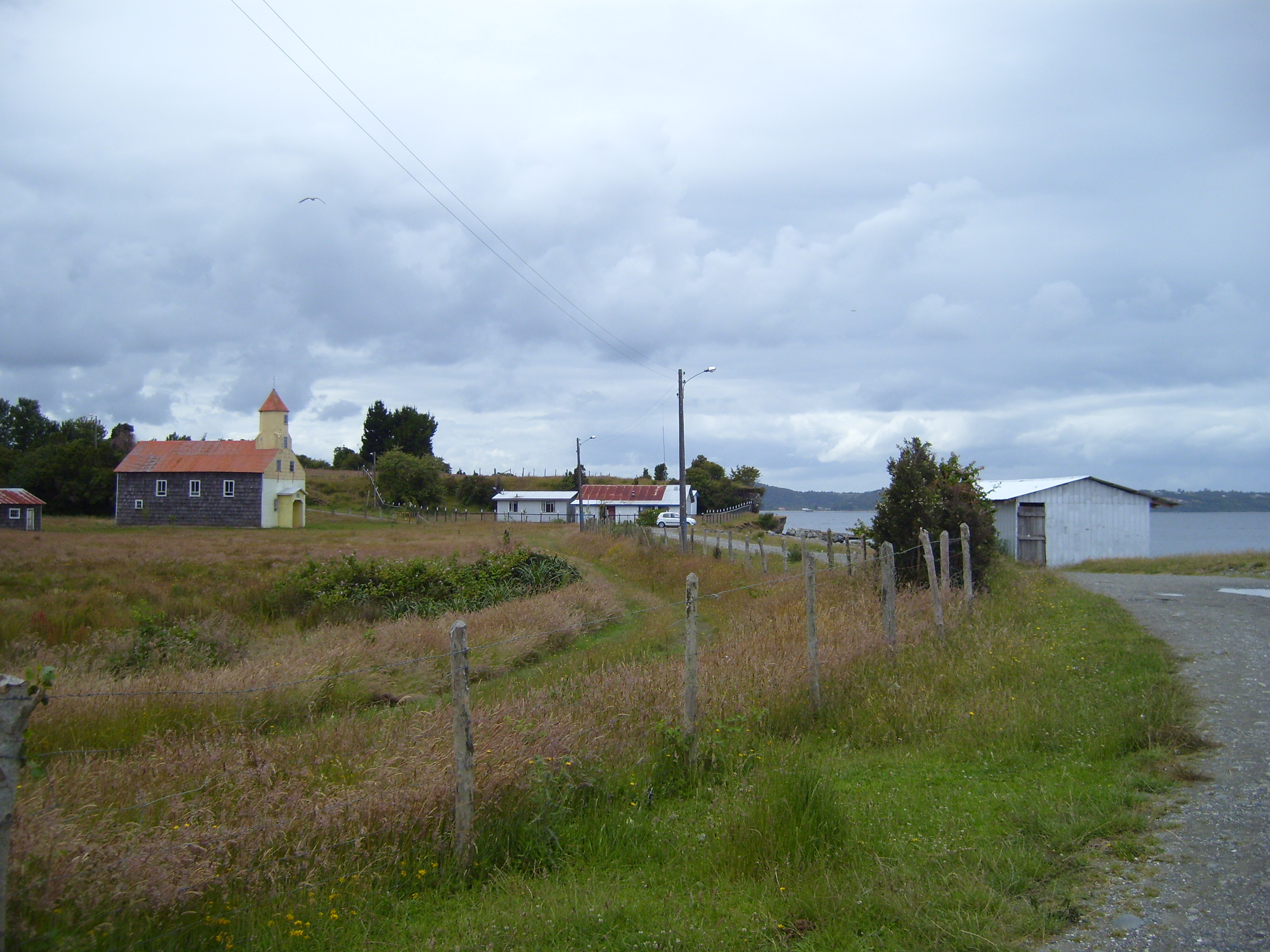
Final del camino al Chayahué

Chayahué o Challahué (del mapuche: Challa-Hue ‘Ollas-Lugar’‘«Lugar de las ollas» o «Lugar donde se hacen ollas»’), es una localidad rural del sur de Chile, emplazada en la península del mismo nombre, en la Región de Los Lagos. Pertenece a la comuna de Calbuco y limita al sur con el canal de Chacao y al norte con la ensenada Codihué. Se ubica a 60 km al suroeste de la ciudad de Puerto Montt.

## Clima
Como cualquiera de las ciudades o localidades del sur de Chile, posee un clima templado lluvioso sin estaciones secas, por lo que en general se presentan precipitaciones casi todo el año.

## Producción
Al encontrarse la localidad en el borde costero, sus habitantes se dedican, por lo general, a la extracción de diversos productos del mar, como róbalos, cholgas, choritos y almejas. Algunos también se dedican a la extracción del luche —alga comestible cuyo nombre científico es Ulva rigida—, el llamado pelillo —de nombre científico Gracilaria chilensis, alga usada para la fabricación de cosméticos y la biomedicina— y la luga, que luego de su extracción se seca a la intemperie.
En cuanto a la geografía, presenta claras ventajas para el cultivo de salmones, por lo que diversas empresas de este rubro se implantaron en esta localidad, lo cual otorga un crecimiento a este sector rural.
Además cabe destacar que también se practica la parte agraria, donde se cultiva principalmente la papa chilota, y la crianza de animales, principalmente vacunos y cerdos.

## Reseña histórica
Al ser una localidad rural, Chayahué carece de una nutrida historia documentada. Las siguientes reseñas son en parte extraídas de la historia de Calbuco, de los Cuadernos de Caicaén, del trabajo del historiador calbucano José Mansilla, e información proporcionada por la Armada de Chile.

### El combate naval de Abtao
En febrero de 1866, en Chayahué tuvo lugar el Combate de Abtao, entre una escuadra española formada por las fragatas Villa de Madrid y Blanca, y la flota aliada chileno-peruana compuesta por la fragata Apurímac, las corbetas Unión y América, la goleta Covadonga (que había sido capturada en Papudo) y los vapores Lautaro y Maipú. Las acciones bélicas se llevaron a cabo principalmente en el estero formado entre la península de Chayahué y la isla Huapi-Abtao, lugar elegido por su ubicación estratégica, perfecta para emboscar a la escuadra enemiga.
En efecto, el estero de Chayahué fue usado como apostadero naval, y lugar de reabastecimiento de carbón y elementos logísticos, traídos desde Ancud en la corbeta Esmeralda al mando del capitán de navío Juan Williams Rebolledo. En tanto, en la isla Huapi-Abtao se instalaron piezas de artillería y se contrató al constructor naval Juan Duprat para que montara una maestranza capaz de carenar y reparar las naves aliadas.
El 7 de febrero, el vigía del apostadero anuncia a las 6:30 un buque a la vista que se creyó podría ser la corbeta Esmeralda. Noventa minutos después, se identifican, sin lugar a dudas, a las fragatas enemigas. Con una navegación muy lenta y precavida, recién a las 3 de la tarde enfrentaron al apostadero, quedando los contendientes a la vista. El tiempo disponible desde el avistamiento inicial fue suficiente y muy bien aprovechado para preparar la fuerza aliada para el combate. Se calentaron máquinas y fondearon las 4 naves en línea de fila estrecha, unidas con espías, de manera de cubrir con sus cañones los dos accesos a la ensenada. Se completaron las dotaciones vacantes en las dos corbetas recién arribadas, los cañones montados en tierra fueron cubiertos y se estableció una enfermería de campaña.
A las 3:30 de la tarde, la Apurímac rompió el fuego, y fue seguida por todas las unidades aliadas a una distancia de alrededor de 1500 m. Durante el combate se le cortó una espía a la corbeta América. Ante ello, la Covadonga, al mando de Manuel Thomson Porto Mariño largó la suya a la Unión y fue a remolcar a la América, que se estaba presentando de enfilada al fuego del enemigo. Pero cortado el remolque, decidió cañonear a la Blanca, que se creía varada. La Covadonga se acercó a 600 m de su enemiga, atacándola por sobre el istmo que forma la isla Abtao y que lleva ahora el nombre de Thomson.
El duelo artillero se prolongó por casi dos horas, intercambiando entre adversarios unos 2000 tiros, sin resultados decisivos, porque las naves castellanas no se animaron a acortar la distancia, ya que implicaba para ellos un riesgo serio de varar por desconocimiento detallado de la hidrografía de la zona.